# Girls Planet 999
Girls Planet 999: The Girls Saga (просто упоминается как Girls Planet 999) — южнокорейское реалити-шоу на выживание от телеканала Mnet. Премьера состоялась 6 августа 2021 года, шоу выходило в эфир каждую пятницу в 8:20 вечера по восточному времени в течение первых одиннадцати еженедельных эпизодов до финала 22 октября, который был показан в 8 вечера по восточному времени. Он транслировался на каналах Mnet, IQIYI, AbemaTV, tvN Asia или YouTube в зависимости от региона зрителя.
Производство материнской компании Mnet CJ E&M и её дочерней студии Take One, а также в сотрудничестве с разработчиком игр и издателем NCsoft, целью шоу был дебют новой K-pop гёрл-группы из 9 человек, состоящей из стажёрок и айдолов из Китая, Японии и Южной Кореи. Прослушивания проходили с января по февраль 2021 года.
Из 13 000 претенденток было отобрано 99 финальных участниц, которые были разделены поровну на три группы: K-группа, C-группа и J-группа.
В финальном эпизоде 22 октября 2021 года, который транслировался в прямом эфире, шоу объявило о финальном составе из 9 участниц, которые дебютировали в качестве Kep1er.
Премьера второго сезона под названием Boys Planet состоялся 2 февраля 2023 года для формирования мужской группы. На шоу были сформированы Zerobaseone.

## Концепция и формат
Шоу основано на тематике и эстетике космоса, где каждая участница из трёх групп (Корея, Китай, Япония) представляет собой «планету». В дополнение к трём «планетам» будет создан «мастер-совет», состоящий из «мастеров k-pop» по вокалу и танцам будут обучать и направлять участниц вокалу, рэпу и танцевальным навыкам, и «мастер планеты», который является ведущим, который связывает зрителей с шоу. За пределами «мастер-совета» находятся фанаты и аудитория, которые будут известны как «стражи планеты» и будут определять ранги каждой участницы и, в конечном итоге, определять исход шоу. Мобильное приложение и веб-платформа UNIVERSE соединят участниц и «стражей планет» посредством голосования.
Шоу изначально сгруппировало девушек в группы по 3 человека, которые назывались «клетками». Целая группа девушек может быть исключена сразу, что увеличивает риск исключения. Чтобы противодействовать этому, вводится «Топ-9 планеты». Участницы, которые были выбраны или проголосованы за то, чтобы стать Топ-9 планеты (обозначены с 1 по 9), могут реорганизовать ячейки, чтобы попытаться снизить шансы на выбывание. Клетки были расформированы после первого раунда исключений. В конце шоу дебютировали 9 лучших участниц, набравших наибольшее количество голосов, независимо от национальности.

## Продвижение
11 января 2021 года был опубликован тизер Mnet шоу на выживание Girls Planet 999. В шоу примут участие девушки из Кореи, Китая и Японии, которые разделяют мечту дебютировать в женской группе. Ё Чжин Гу был объявлен ведущим шоу 8 июня, после чего были объявлены наставники и название темы открытия шоу позже в том же месяце. Mnet транслировал ещё несколько рекламных роликов с шоу.
25 мая было объявлено, что трансляция шоу начнётся в августе 2021 года. 6 июля стало известно, что шоу выйдет в эфир 6 августа в 8:20 PM по корейскому времени. Ещё одно тизерное видео, демонстрирующее всех 99 участниц, было выпущено 8 июля вместе с промо плакатом.
В преддверии премьерного эпизода 12 июля музыкальная тема шоу «O.O.O (Over&Over&Over)» была выпущена в цифровом формате на всех музыкальных платформах. На той же неделе были выпущены официальные видеоролики с участием каждой группы, исполняющей заглавную песню, а также были раскрыты индивидуальные профили участниц корейской группы. Полная версия, содержащая все три группы, была выпущена 29 июля во время M Countdown.
Шоу было доступно через Mnet в Южной Корее, iQiyi на международном уровне, AbemaTV и Mnet Japan в Японии, tvN Asia на Юго-Востоке.

## Наставники
Ведущим шоу был Ё Чжин Гу, получившим название «Мастер планеты». Остальными наставниками, также прозванными мастерами, были:
- Мастеры k-pop (наставники)
  - Ли Сонми
  - Тиффани Хван
- Мастеры танцев
  - Бэк Гуён
  - Чан Джунхи
- Мастеры вокала
  - Им Ханбёль
  - Чо Аён
- Мастер рэпа (6-7 эпизоды):
  - У Вон Чжэ

## Участницы
Всего в шоу приняли участие 99 участниц. 33 были кореянками, 33 — японками и 33 — китаянками.
Английские имена участниц K-группы и C-группы представлены в восточном порядке в соответствии с официальным сайтом, в то время как имена участниц J-группы представлены в западном порядке.
| 99 участниц                                        | 99 участниц                    | 99 участниц                     | 99 участниц                      | 99 участниц                         |
| K-группа · ( Республика Корея)                     | K-группа · ( Республика Корея) | K-группа · ( Республика Корея)  | K-группа · ( Республика Корея)   | K-группа · ( Республика Корея)      |
| -------------------------------------------------- | ------------------------------ | ------------------------------- | -------------------------------- | ----------------------------------- |
| Ким Чэхён (김채현)                                 | Хюнин Бахи (휴닝바히에)        | Чхве Юджин (최유진)             | Ким Даён (김다연)                | Со Ёнын (서영은)                    |
| Кан Йесо (강예서)                                  | Ким Суён (김수연)              | Квин Майя (귄마야)              | Ким Бора (김보라)                | Ким Доа (김도아)                    |
| Юн Джиа (윤지아)                                   | Чон Чжиюн (정지윤)             | Ан Чонмин (안정민)              | Ли Хэвон (이혜원)                | Ким Хёрим (김혜림)                  |
| Хо Дживон (허지원)                                 | Чхве Йеён (최예영)             | Ли Чэюн (이채윤)                | Ю Даён (유다연)                  | Ким Сэин (김세인)                   |
| Сим Сынын (심승은)                                 | Ли Ёнгён (이연경)              | Ли Раён (이나연)                | Ли Сону (이선우)                 | Ким Еын (김예은)                    |
| Ли Юнджи (이윤지)                                  | Чхве Херин (최혜린)            | Рю Шион (류시온)                | Со Джимин (서지민)               | Чон Мин (정민)                      |
| Ким Юбин (김유빈)                                  | Чхве Хаын (조하은)             | Хан Дана (한다나)               |                                  |                                     |
| C-группа · ( Китай, Китайская Республика, Гонконг) |                                |                                 |                                  |                                     |
| Шэнь Сяотин (沈小婷)                               | Фу Янин (符雅凝)               | Су Жуйцы (苏芮琪)               | Вэнь Чжэ (文哲)                  | Хуан Синьцяо (黄星侨)               |
| Чэнь Синьвэй (陳昕葳)                              | Чжоу Синьюй (周心语)           | Цай Бин (蔡冰)                  | Сюй Цзыинь (徐紫茵)              | Лань Цзяо (梁娇)                    |
| Ли Иман (李伊蔓)                                   | Ян Цзыгэ (杨梓格)              | Ван Йель (王雅乐)               | Чжан Луофэй (张洛菲)             | Су Ниньцзы (許念慈)                 |
| Чиаи (家儀)                                        | Ву Тэмми (吴甜蜜)              | Люн Чукин (梁卓瀅)              | Ся Ян (夏研)                     | Лань Цяо (梁乔)                     |
| Сюй Руовэй (徐若惟)                                | Гу Ичжоу (顾逸舟)              | Чжан Цзин (張競)                | Ма Юлин (马玉灵)                 | Лин Чэньхань (林辰涵)               |
| Цуй Вэньмэйсю (崔文美秀)                           | Цзянь Цзылин (簡紫翎)          | Хо Цзецзин (何思澄)             | Пун Винчи (潘穎芝)               | Линь Суйюнь (林書蘊)                |
| Лю Шицы (刘诗琦)                                   | Ван Цурю (王秋茹)              | Лю Юхань (刘钰涵)               |                                  |                                     |
| J-группа · ( Япония)                               |                                |                                 |                                  |                                     |
| Эдзаки Хикару (яп. 江崎ひかる)                     | Сакамото Масиро (яп. 坂本舞白) | Кавагути Юрина (яп. 川口ゆりな) | Нонака Сяна (яп. 野仲紗奈)       | Икэма Руан (яп. 池間琉杏)           |
| Нагай Манами (яп. 永井愛実)                        | Кисида Ририка (яп. 岸田莉里花) | Мэй (яп. メイ)                  | Камимото Котонэ (яп. 嘉味元琴音) | Кубо Рэйна (яп. 久保玲奈)           |
| Сакурай Миу (яп. 櫻井美羽)                         | Кувахара Аяна (яп. 桑原彩菜)   | Ямагути Моана (яп. 山内若杏名)  | Сакамото Сихона (яп. 坂本志穂菜) | Араи Рисако (яп. 新井理沙子)        |
| Сима Мока (яп. 島望叶)                             | Фудзимото Аяка (яп. 藤本彩花)  | Хаясэ Хана (яп. 早瀬華)         | Ито Мию (яп. 伊藤美優)           | Хаяси Фуко (яп. 林楓子)             |
| Хиядзё Нагоми (яп. 比屋定和)                       | Андо Ринка (яп. 安藤梨花)      | Аратакэ Ринко (яп. 荒武凛香)    | Окадзаки Момока (яп. 岡崎百々子) | Инаба Вивьен (яп. 稲葉ヴィヴィアン) |
| Мураками Юмэ (яп. 村上結愛)                        | Камикура Рэй (яп. 神藏令)      | Тэрасаки Хина (яп. 寺崎日菜)    | Окума Сумомо (яп. 大熊李)        | Оки Фука (яп. 沖楓花)               |
| Канно Мию (яп. 菅野美優)                           | Китадзима Юна (яп. 北島由菜)   | Накамура Кьяра (яп. 中村伽羅)   |                                  |                                     |

## Ранг

### Топ-9 Планет
Топ-9 планеты был либо выбран наставниками (эпизод 2), либо проголосован зрителями шоу; тем, кто был выбран в Топ-9 Планеты в эпизоде 2, была предоставлена возможность перестановок и организации ячеек.
| #  | Эпизод 2      | Эпизод 5           | Эпизод 8             | Эпизод 9             | Эпизод 11            | Специальная трансляция | Эпизод 12            |
| #  | Участницы     | Участницы          | Участницы            | Участницы            | Участницы            | Участницы              | Участницы            |
| -- | ------------- | ------------------ | -------------------- | -------------------- | -------------------- | ---------------------- | -------------------- |
| P1 | Эдзаки Хикару | Кавагути Юрина     | Шэнь Сяотин (↑1)     | Шэнь Сяотин (-)      | Шэнь Сяотин (-)      | Ким Чэхён (↑10)        | Ким Чэхён (-)        |
| P2 | Кан Йесо      | Шэнь Сяотин (↑1)   | Кавагути Юрина (↓1)  | Ким Даён (↑8)        | Ким Даён (-)         | Чхве Юджин (↑3)        | Хюнин Бахи (↑3)      |
| P3 | Шэнь Сяотин   | Эдзаки Хикару (↓2) | Сакамото Масиро (↑2) | Эзаки Хикару (↑1)    | Сакамото Маширо (↑1) | Ким Даён (↓1)          | Чхве Юджин (↓1)      |
| P4 | Су Жуйцы      | Чхве Юджин (↑3)    | Эдзаки Хикару (↓1)   | Сакамото Масиро (↓1) | Эдзаки Хикару (↓1)   | Со Ёнын (↑5)           | Ким Даён (↓1)        |
| P5 | Чон Чжиюн     | Сакамото Масиро    | Чхве Юджин (↓1)      | Кавагучи Юрина (↓3)  | Чхве Юджин (↑1)      | Хюнин Бахи (↑8)        | Со Ёнын (↓1)         |
| P6 | Со Ёнын       | Су Жуйцы (↓2)      | Су Жуйцы (-)         | Чхве Юджин (↓1)      | Кавагути Юрина (↓1)  | Кан Йесо (↑6)          | Кан Йесо (-)         |
| P7 | Чхве Юджин    | Цай Бин (↑1)       | Хуан Синьцяо         | Су Жуйцы (↓1)        | Нонака Сяна (↑2)     | Ким Суён (↑10)         | Эзаки Хикару (↑5)    |
| P8 | Цай Бин       | Кан Йесо (↓6)      | Цай Бин (↓1)         | Ким Чэхён (↑1)       | Фу Янин (↑2)         | Квин Майя (↑10)        | Сакамото Масиро (↑6) |
| P9 | Кувахара Аяна | Ким Чэхён          | Ким Чэхён (-)        | Нонака Сяна (↑2)     | Со Ёнын (↑3)         | Су Жуйцы (↑1)          | Шэнь Сяотин (↑7)     |

### Planet Pass
Planet Pass был голосованием наставников, в ходе которого выбывшие участницы могли быть возвращены на шоу.
Первые два отборочных раунда включали пропуск на Планету для одного выбывшей участницы из каждой группы. Третий отборочный раунд включал только один пропуск на Планету, который мог достаться любомой выбывшей участнице независимо от группы.
| Эпизод 5   | Эпизод 8        | Эпизод 11 |
| ---------- | --------------- | --------- |
| Икема Руан | Камимото Котонэ | Квин Майя |
| Вэнь Чжэ   | Чжоу Синьюй     | Квин Майя |
| Ким Хёрим  | Ким Суён        | Квин Майя |

### Первый период голосования
Первый период голосования проходил с 13 августа по 28 августа 2021 года.
Избиратели (зрители и наставники) проголосовали за три ячейки, а также за трех девушек из каждой группы.
Исключения были основаны на очках ячеек, в то время как Топ-9 планеты основывался на отдельных очках.
| Ранг | Эпизод 3        | Эпизод 3        | Эпизод 3        | Эпизод 3  | Эпизод 5        | Эпизод 5        | Эпизод 5        | Эпизод 5    |
| Ранг | Клетки участниц | Клетки участниц | Клетки участниц | Очки      | Клетки участниц | Клетки участниц | Клетки участниц | Очки        |
| Ранг | K               | C               | J               | Очки      | K               | C               | J               | Очки        |
| ---- | --------------- | --------------- | --------------- | --------- | --------------- | --------------- | --------------- | ----------- |
| 1    | Чхве Юджин      | Цай Бин         | Мэй             | 1,328,882 | Чхве Юджин      | Цай Бин         | Мэй             | 2,929,629   |
| 2    | Со Ёнын         | Шэнь Сяотин     | Кавагути Юрина  | 1,176,035 | Со Ёнын         | Шэнь Сяотин     | Кавагути Юрина  | 2,649,735   |
| 3    | Чон Чжиюн       | Су Жуйцы        | Эдзаки Хикару   | 1,065,592 | Чон Чжиюн       | Су Жуйцы        | Эдзаки Хикару   | 2,048,599   |
| 4    | Кан Йесо        | Хуан Синьцяо    | Сакамото Масиро | 843,274   | Кан Йесо        | Хуан Синьцяо    | Сакамото Масиро | 1,912,854   |
| 5    | Хюнин Бахий     | Су Ниньцзы      | Сакамото Сихона | 534,755   | Ким Чэхён       | Ли Иман         | Кувахара Аяна   | 1,153,957   |
| 6    | Ким Доа         | Сюй Цзыинь      | Араи Рисако     | 502,682   | Ким Доа         | Сюй Цзыинь      | Араи Рисако     | 1,134,128   |
| 7    | Ким Чэхён       | Ли Иман         | Кувахара Аяна   | 351,067   | Хюнин Бахи      | Су Ниньцзы      | Сакамото Сихона | 1,025,869   |
| 8    | Ким Суён        | Фу Янин         | Нонака Сяна     | 286,390   | Ким Суён        | Фу Янин         | Нонака Сяна     | 640,747     |
| 9    | Ким Даён        | Ву Тэмми        | Сакурай Миу     | 223,105   | Ким Даён        | Ву Тэмми        | Сакурай Миу     | 589,272     |
| -    | н/д             | н/д             | н/д             | н/д       | Ким Хёрим       | Вэн Чжэ         | Икема Руан      | Planet Pass |

### Второй период голосования
Второй период голосования проходил с 3 сентября по 18 сентября 2021 года.
Избиратели проголосовали за трех участниц из каждой группы.
Исключения были основаны на отдельных пунктах внутри K-Group, C-Group и J-Group.
| Ранг | Эпизод 8         | Эпизод 8    | Эпизод 8          | Эпизод 8    | Эпизод 8             | Эпизод 8    |
| Ранг | K                | K           | C                 | C           | J                    | J           |
| Ранг | Имя              | Очки        | Имя               | Очки        | Имя                  | Очки        |
| ---- | ---------------- | ----------- | ----------------- | ----------- | -------------------- | ----------- |
| 1    | Чхве Юджин (-)   | 3,173,040   | Шэнь Сяотин (-)   | 5,517,873   | Кавагути Юрина (-)   | 4,661,720   |
| 2    | Ким Чэхён (↑1)   | 2,665,915   | Су Жуйцы (-)      | 2,912,831   | Сакамото Масиро (↑1) | 4,578,784   |
| 3    | Ким Даён (↑4)    | 2,614,923   | Хуан Синьцяо (↑1) | 2,816,654   | Эдзаки Хикару (↓1)   | 4,176,316   |
| 4    | Кан Йесо (↓2)    | 2,475,538   | Цай Бин (↓1)      | 2,682,114   | Нонака Сяна (↑2)     | 2,563,703   |
| 5    | Со Ёнын (↓1)     | 2,015,176   | Вэн Чжэ (↑6)      | 2,197,276   | Нагай Манами (↑2)    | 2,363,513   |
| 6    | Гуин Майя (↑3)   | 1,803,320   | Чэнь Синьвэй (↓1) | 1,751,753   | Кисида Ририка (↓1)   | 2,221,061   |
| 7    | Ким Бора (↑5)    | 1,662,629   | Фу Янин (-)       | 1,658,939   | Икэма Руан (↑7)      | 1,729,825   |
| 8    | Хюнин Бахий (↓2) | 1,503,092   | Сюй Цзыинь (↓2)   | 1,637,433   | Мэй (↓4)             | 1,696,554   |
| -    | Ким Суён         | Planet Pass | Чжоу Синью        | Planet Pass | Камимото Котонэ      | Planet Pass |

| Эпизод 8 | Эпизод 8        | Эпизод 8  | Эпизод 8 | Эпизод 8      | Эпизод 8  | Эпизод 8 | Эпизод 8        | Эпизод 8    |
| #        | Имя             | Очки      | #        | Имя           | Очки      | #        | Имя             | Очки        |
| -------- | --------------- | --------- | -------- | ------------- | --------- | -------- | --------------- | ----------- |
| P1       | Шэнь Сяотин     | 5,517,873 | P10      | Ким Даён      | 2,614,923 | P19      | Икэма Руан      | 1,729,825   |
| P2       | Кавагути Юрина  | 4,661,720 | P11      | Нонака Сяна   | 2,563,703 | P20      | Мэй             | 1,696,554   |
| P3       | Сакамото Масиро | 4,578,784 | P12      | Кан Йесо      | 2,475,538 | P21      | Ким Бора        | 1,662,629   |
| P4       | Эдзаки Хикару   | 4,176,316 | P13      | Нагай Манами  | 2,363,513 | P22      | Фу Янин         | 1,658,939   |
| P5       | Чхве Юджин      | 3,173,040 | P14      | Кисида Ририка | 2,221,061 | P23      | Сюй Цзыинь      | 1,637,433   |
| P6       | Су Жуйцы        | 2,912,831 | P15      | Вэн Чжэ       | 2,197,276 | P24      | Хюнин Бахий     | 1,503,092   |
| P7       | Хуан Синьцяо    | 2,816,654 | P16      | Со Ёнын       | 2,015,176 | -        | Камимото Котонэ | Planet Pass |
| P8       | Цай Бин         | 2,682,114 | P17      | Гуин Майя     | 1,803,320 | -        | Чжоу Синью      | Planet Pass |
| P9       | Ким Чэхён       | 2,665,915 | P18      | Чэнь Синьвэй  | 1,751,753 | -        | Ким Суён        | Planet Pass |

### Третий период голосования
Третий период голосования проходил с 24 сентября по 9 октября 2021 года. Зрители могли проголосовать только за одну участницу из каждой группы.
Результаты были основаны на индивидуальных голосованиях независимо от группы.
| Эпизод 9 | Эпизод 9             | Эпизод 9 | Эпизод 9          | Эпизод 11 | Эпизод 11            | Эпизод 11 | Эпизод 11 | Эпизод 11         | Эпизод 11   |
| #        | Имя                  | #        | Имя               | #         | Имя                  | Очки      | #         | Имя               | Очки        |
| -------- | -------------------- | -------- | ----------------- | --------- | -------------------- | --------- | --------- | ----------------- | ----------- |
| P1       | Шэнь Сяотин (-)      | P10      | Фу Янин (↑12)     | P1        | Шэнь Сяотин (-)      | 4,161,699 | P10       | Су Жуйцы (↓3)     | 1,369,169   |
| P2       | Ким Даён (↑8)        | P11      | Кан Йесо (↑1)     | P2        | Ким Даён (-)         | 2,395,726 | P11       | Ким Чэхён (↓3)    | 1,308,669   |
| P3       | Эдзаки Хикару (↑1)   | P12      | Со Ёнын (↑4)      | P3        | Сакамото Масиро (↑1) | 2,314,788 | P12       | Кан Йесо (↓1)     | 1,248,877   |
| P4       | Сакамото Масиро (↓1) | P13      | Хюнин Бахий (↑11) | P4        | Hikaru Ezaki (↓1)    | 2,185,083 | P13       | Хюнин Бахий (-)   | 1,238,862   |
| P5       | Кавагути Юрина (↓3)  | P14      | Вэн Чжэ (↑1)      | P5        | Чхве Юджин (↑1)      | 1,747,716 | P14       | Вэн Чжэ (-)       | 1,121,791   |
| P6       | Чхве Юджин (↓1)      | P15      | Хуан Синьцяо (↓8) | P6        | Кавагути Юрина (↓1)  | 1,692,862 | P15       | Ким Бора (↑6)     | 1,023,271   |
| P7       | Су Жуйцы (↓1)        | P16      | Икэма Руан (↑3)   | P7        | Нонака Сяна (↑2)     | 1,621,602 | P16       | Хуан Синьцяо (↓1) | 1,015,623   |
| P8       | Ким Чэхён (↑1)       | P17      | Нагай Манами (↓4) | P8        | Фу Янин (↑2)         | 1,548,272 | P17       | Ким Суён (↑3)     | 989,381     |
| P9       | Нонака Сяна (↑2)     | P18      | Чэнь Синвэй (-)   | P9        | Со Ёнын (↑3)         | 1,524,572 | -         | Гуин Майя         | Planet Pass |

### Четвёртый период
Первый тур четвёртого периода голосования проходил с 15 октября до 10 утра по восточному времени 22 октября.
Второй тур был открыт во время прямой трансляции финала 22 октября; все голоса в прямом эфире были удвоены.
Избиратели могли проголосовать только за одну участницу из оставшихся восемнадцати.
Участницы дебютного состава были определены на основе индивидуальных голосов независимо от группы.
| P1 | Ким Чэхён (↑10) | P10 | Фу Янин (↓2)        | P1 | Ким Чэхён (-)        | 1,081,182 | P10 | Ким Суён (↓3)    | 650,790 |    |                  |         |     |                       |    |              |         |     |                     |         |
| P2 | Чхве Юджин (↑3) | P11 | Ким Бора (↑4)       | P2 | Хюнин Бахийи (↑3)    | 923,567   | P11 | Куин Майя (↓3)   | 625,722 |    |                  |         |     |                       |    |              |         |     |                     |         |
| P3 | Ким Даён (↓1)   | P12 | Эдзаки Хикару (↓8)  | P3 | Чхве Юджин (↓1)      | 915,722   | P12 | Фу Янын (↓2)     | 560,606 |    |                  |         |     |                       |    |              |         |     |                     |         |
| P4 | Со Ёнын (↑5)    | P13 | Кавагути Юрина (↓7) | P4 | Ким Даён (↓1)        | 885,286   | P13 | Су Жуйцы (↓4)    | 552,878 | P5 | Хюнин Бахий (↑8) | 781,657 | P14 | Сакамото Масиро (↓11) | P5 | Со Ёнын (↓1) | 781,657 | P14 | Кавагути Юрина (↓1) | 525,051 |
| P6 | Кан Йесо (↑6)   | P15 | Нонака Сяна (↓8)    | P6 | Кан Йесо (-)         | 770,561   | P15 | Ким Бора (↓4)    | 503,773 |    |                  |         |     |                       |    |              |         |     |                     |         |
| P7 | Ким Суён (↑10)  | P16 | Шэнь Сяотин (↓15)   | P7 | Эдзаки Хикару (↑5)   | 713,322   | P16 | Нонака Сяна (↓1) | 342,370 |    |                  |         |     |                       |    |              |         |     |                     |         |
| P8 | Квин Майя (↑10) | P17 | Вэн Чжэ (↓3)        | P8 | Сакамото Масиро (↑6) | 708,149   | P17 | Вэн Чжэ (-)      | 88,673  |    |                  |         |     |                       |    |              |         |     |                     |         |
| P9 | Су Жуйцы (↑1)   | P18 | Хуан Синьцяо (↓2)   | P9 | Шэнь Сяотин (↑7)     | 700,663   | P18 | Хуан Синьцяо (-) | 56,600  |    |                  |         |     |                       |    |              |         |     |                     |         |

### Финальный рейтинг
Финал состоялся и транслировался в прямом эфире 22 октября 2021 года. Ё Чжин Гу объявил название будущей группы — Kep1er.
| 12 эпизод | 12 эпизод       | 12 эпизод | 12 эпизод               |
| #         | Имя             | Очков     | Компания                |
| --------- | --------------- | --------- | ----------------------- |
| P1        | Ким Чэхён       | 1,081,182 | Wake One Entertainment  |
| P2        | Хюнин Бахий     | 923,567   | IST Entertainment       |
| P3        | Чхве Юджин      | 915,722   | Cube Entertainment      |
| P4        | Ким Даён        | 885,286   | Jellyfish Entertainment |
| P5        | Со Ёнын         | 781,657   | Biscuit Entertainment   |
| P6        | Кан Йесо        | 770,561   | 143 Entertainment       |
| P7        | Эдзаки Хикару   | 713,322   | Avex Artist Academy     |
| P8        | Сакамото Масиро | 708,149   | 143 Entertainment       |
| P9        | Шэнь Сяотин     | 700,663   | Top Class Entertainment |

## Дискография

### Мини-альбомы
| Название                              | Детали | Высшая позиция |
| Название                              | Детали | JPN Hot        |
| ------------------------------------- | --- | -------------- |
| Girls Planet 999 — Creation Mission   | - Релиз: 8 октября 2021 года - Лейбл: Stone Music Entertainment - Формат: Цифровая дистрибуция, стриминг  | 11             |
| Girls Planet 999 — Completion Mission | - Релиз: 22 октября 2021 года - Лейбл: Stone Music Entertainment - Формат: Цифровая дистрибуция, стриминг | —              |

### Синглы
| Название                                 | Год  | Высшая позиция | Высшая позиция | Высшая позиция | Альбом                                |
| Название                                 | Год  | KOR            | KOR Hot 100    | JPN Hot 100    | Альбом                                |
| ---------------------------------------- | ---- | -------------- | -------------- | -------------- | ------------------------------------- |
| «O.O.O (Over&Over&Over)»                 | 2021 | —              | —              | —              | Сингл вне альбома                     |
| «U+Me=LOVE»                              | 2021 | —              | —              | —              | Girls Planet 999 — Creation Mission   |
| «Snake» (뱀)                             | 2021 | —              | —              | —              | Girls Planet 999 — Creation Mission   |
| «Shoot!»                                 | 2021 | —              | —              | —              | Girls Planet 999 — Creation Mission   |
| «Utopia»                                 | 2021 | —              | —              | —              | Girls Planet 999 — Creation Mission   |
| «Shine»                                  | 2021 | —              | —              | —              | Girls Planet 999 — Completion Mission |
| «Another Dream»                          | 2021 | —              | —              | —              | Girls Planet 999 — Completion Mission |
| «—» обозначает что релиз не попал в чарт |      |                |                |                |                                       |

## Рейтинг
В таблице ниже бирюзовые цифры обозначают самый низкий рейтинг, а пурпурный — самый высокий рейтинг.
| Эпизод  | Дата             | Рейтинг Nielsen Korea |
| Эпизод  | Дата             | Национальный          |
| ------- | ---------------- | --------------------- |
| 1       | 6 августа 2021   | 0.461 %               |
| 2       | 13 августа 2021  | 0.760 %               |
| 3       | 20 августа 2021  | 0.708 %               |
| 4       | 27 августа 2021  | 0.711 %               |
| 5       | 3 сентября 2021  | 0.858 %               |
| 6       | 10 сентября 2021 | 0.787 %               |
| 7       | 17 сентября 2021 | 0.838 %               |
| 8       | 24 сентября 2021 | 0.793 %               |
| 9       | 1 октября 2021   | 0.710 %               |
| 10      | 8 октября 2021   | 0.592 %               |
| 11      | 15 октября 2021  | 0.634 %               |
| 12      | 22 октября 2021  | 0.889 %               |
| Средний | Средний          | 0.728 %               |

## После шоу
Kep1er должны были дебютировать 14 декабря 2021 года с мини-альбомом First Impact, но из-за того, что у одного из их сотрудников был выявлен COVID-19, их дебют был отложен до 3 января 2022. Группа официально дебютировала 3 января 2022 года.
- Некоторые участницы вернулись в свои первоначальные группы:
  - Ма Юлин (C24) и Ван Цурю (C32) вернулись в SNH48.
  - Лань Цзяо (C10) и Лань Цяо (C20) вернулись в GNZ48.
  - Сим Сынын (K21) вернулась в Bvndit. 11 ноября 2022 года группа была расформирована.
  - Ли Раён (K23), Чиаи (C16) и Ким Доа (K10) вернулись в Fanatics.
  - Хо Дживон (K16), Мэй (J08) и Ким Бора (P15) вернулись в Cherry Bullet.
- Некоторые стажерки покинули свои агентства/присоединились к новым агентствам:
  - Чан Цзин (C23) и Ли Юнджи (K26) покинули Yuehua Entertainment и Cube Entertainment и подписали контракт с FC ENM.
  - Руан Икэма (P20) и Хина Тэрасаки (J28) подписали контракт с KISS Entertainment.
  - Чон Джиюн (K12) подписала контракт с KM Entertainment.
  - Ю Даён (K19) покинула Highline Entertainment
  - Хан Дана (K33) подписал контракт с Beats Entertainment.
  - Мию Ито (J19) подписала контракт с 143 Entertainment.
  - Ли Иман (C11) подписала контракт с FLEX M.
  - Сихона Сакамото (J14) покинула Jellyfish Entertainment.
  - Ким Юн (K25) покинула Fantagio Music.
  - Чхве Хёрин (K27) покинула MNH Entertainment.
  - Цзянь Цзулин (C27) покинула Yuehua Entertainment.
  - Ким Хёрим (K15) подписала контракт с Doubling Music.
  - Ся Янь (C19) присоединилась к компании Real Show Culture Company.
  - Ли Ёнгён (K22) присоединилась к Come & Funny Corporation.
  - Рисако Араи (J15) и Юмэ Мураками (J24) покинули Biscuit Entertainment.
  - Ан Чонмин (K13) покинула TOP Media.
- Некоторые участницы дебютировали сольно или же в группах:
  - Ким Суён (P10) 27 ноября 2021 года дебютировала в женской группе Mystic Story, Billlie, под сценическим псевдонимом Шион[20].
  - Су Жуйци (P13) выпустила свой 8-й цифровой сингл 14 декабря 2021 года.
  - Фу Янин (P12) выпустила свой второй цифровой сингл под названием «Starlight» 27 декабря 2021 года. Она также снялась в дорамах iQiyi My Heart и The Flowers Are Bloomin
  - Ририка Кисида (P22), Хана Хаясэ (J18), Чжан Цзин (C23) и Ли Юнджи (K26) дебютировали под руководством FC Entertainment в группе из шести человек под названием ILY:1 4 апреля 2022 года[21]. Ли Юньцзи и Чжан Цзин используют сценический псевдонимами Ара и Рона.
  - Сяна Нонака (P16) дебютировала в новой женской группе MLD Entertainment Lapillus 20 июня 2022 года.
  - Мию Ито (J19) дебютировала 16 сентября 2022 года в женской группе Limelight.

года
- Чон Джиюн (K12) присоединилась к Ichillin' и дебютировала с группой 10 ноября 2022 года.
  - Ким Хёрим (K15) дебютировала в качестве сольной исполнительницы 24 января 2022 года.
  - Ким Бора (P15) снялась в веб-драме Jinx.
  - Ха Дживон (K16) снялась в веб-драме Heart Way.
  - Вэнь Чжэ (P17) дебютировала как актриса.
  - Юрина Кавагути (P14) дебютировала в качестве сольной исполнительницы 21 марта 2022 года со своим первым синглом «Look At Me»[22].
  - Ли Иман (C10) дебютировала в качестве сольной исполнительницы в мае 2022 года.
- Руан Икэма (P19) и Манами Нагаи (P20) дебютировали в японской женской группе Kiss Girl’s от Kiss Entertainment.
- Котонэ Камимото (P24) была объявлена одиннадцатой участницей TripleS 2 января 2023 года.
- Некоторые участницы приняли участие в других шоу на выживание:
  - Моана Ямаути (J13) в японском шоу выживания iCON Z.
  - Чжоу Синью, Цуй Вэньмэйсю, Гу Ичжоу и Цай Бин участвуют в китайском шоу выживания Great Dance Crew.
  - Ли Сунву (K24) участвует на шоу выживания Youth Star.
- Ю Даен (K19) участвовала в шоу Show Me the Money 11, но выбыла в первом раунде.

### Комментарии
1. ↑  A subsidiary of CJ ENM
2. ↑  Korean: 걸스플래닛999: 소녀대전
Chinese: 少女星球999：少女們的盛典
Japanese: ガールズプラネット999：少女祭典
3. ↑  Полное имя: Сон Йена (손예나)
4. ↑  Полное имя: Xu Daomeng (徐道梦)
5. ↑  Полное имя: Чэнь Сютин (陈秀婷)
6. ↑  Полное имя: Ли Чиаи (李家儀)
7. ↑  Полное имя: Хирокаво Мао (廣川茉音)
8. ↑  Указывает участниц, которые никогда не входили в Топ-9 Планеты ни в каких предыдущих отборочных раундах или объявлениях о рейтинге.
9. ↑  По состоянию на 27 сентября 2021 года в 10 утра по восточному времени.
10. 1 2  По состоянию на 18 октября 2021 года в 10 утра по восточному времени.
11. 1 2  18 октября 2021 года Mnet обнародовал промежуточный рейтинг участников во время <9IRLS NI9HT A9IT> специальная трансляция
12. ↑  Клетки ячеек указаны по состоянию на 20 августа 2021 года в 10 утра по восточному времени.
13. ↑  Очки ячеек рассчитываются следующим образом: [Количество голосов корейцев × (Общее количество голосов ячеек ÷ общее количество голосов корейских ячеек)] + [Количество международных голосов × (Общее количество голосов ячеек ÷ общее количество международных голосов ячеек)].
14. ↑  Очки ячеек, показанные в 5 эпизоде, включают клетки, показанные в 3 эпизоде.
15. ↑  «U+Me=LOVE» не вошел в цифровой чарт Gaon, но достиг высшей позиции на 125-м месте в чарте загрузок Gaon.[16]
16. ↑  «Snake» не вошел в цифровой чарт Gaon, но достиг высшей позиции на 145-м месте в чарте загрузки Gaon.[16]
17. ↑  «Shoot!» не вошел в цифровой чарт Gaon, но достиг высшей позиции на 139-м месте в чарте загрузки Gaon.[16]
18. ↑  «Utopia» не вошел в цифровой чарт Gaon, но достиг высшей позиции на 121-м месте в чарте загрузки Gaon.[16]
19. ↑  «Shine» не вошел в цифровой чарт Gaon, но достиг высшей позиции на 157-м месте в чарте загрузки Gaon.[17]